# Vitus Felix Rigl

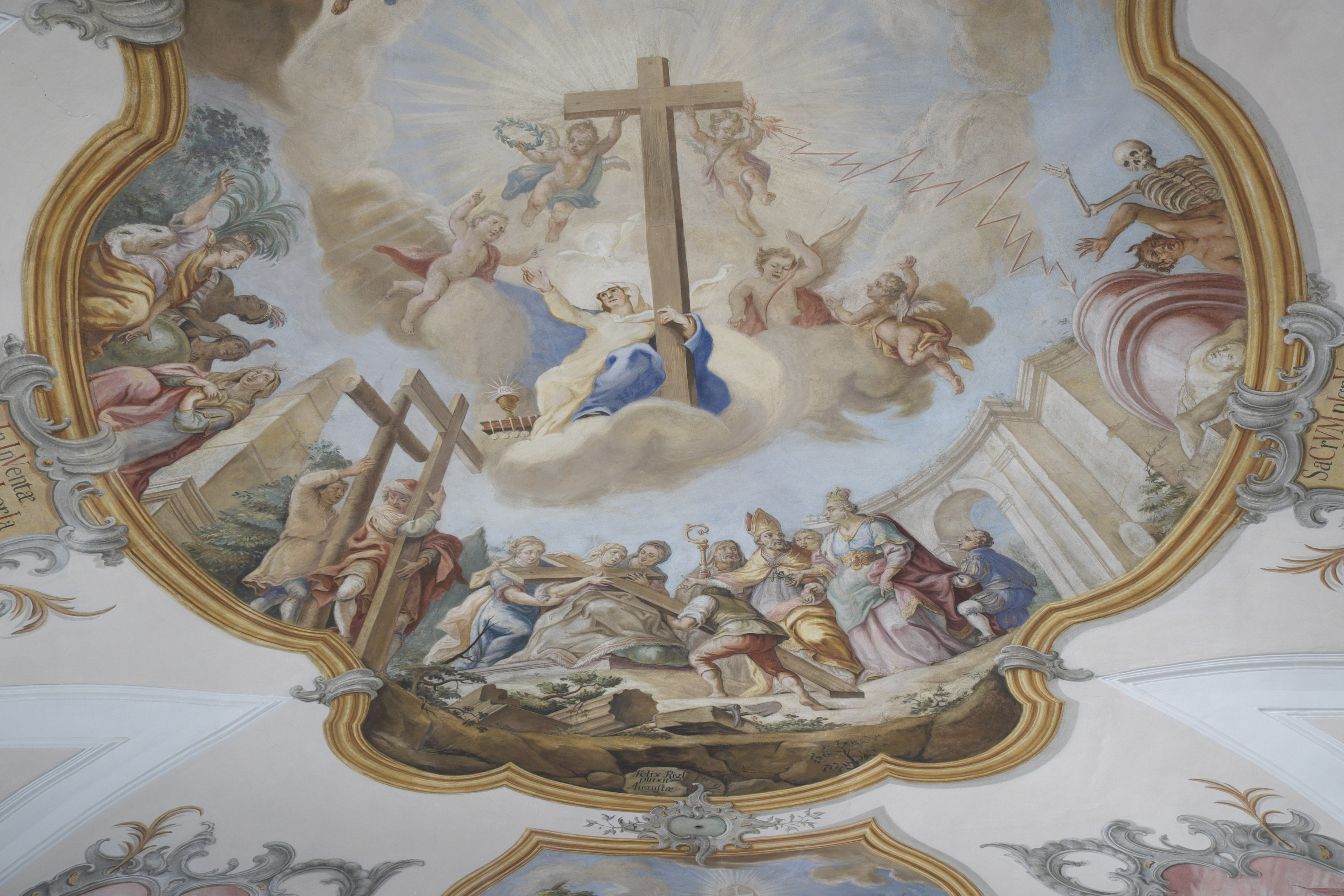
Deckenfresko in der Pfarrkirche Heilig Kreuz in Schwabhausen bei Landsberg mit der Signatur von Vitus Felix Rigl

Vitus Felix Rigl (* um 1717; † nach 1779) war ein schwäbischer Maler und Freskant des Rokoko.

## Leben
Die Herkunft von Vitus Felix Rigl (auch Riegl oder Riegel) ist unbekannt. Nach den Graphischen Thesen- und Promotionsblätter in Bamberg lassen sich die Lebensdaten Vitus Felix Rigls mit vor 1743 (Ehe mit Maria Regina Wolcker) und nach 1779 (letzte Erwähnung) eingrenzen. Schröder glaubt, dass er sich bei der Verehelichung mit der Witwe Maria Regina (Elisabeth) Wolcker im Jahre 1743 in Dillingen niedergelassen habe. Der Eintrag in der Dillinger Pfarrmatrikel lautet: „1743 Nov. 26 heiraten D. Vincentius (!) Felix Ingel (über diesem Worte steht von etwas späterer Hand: Rigel) pictor et vidua D. Maria Regina Wolckerin. Testes: D. Joa. Gg. Eisenschmid et Da. Joa. Franck“. Schröder schließt daraus, dass der Name völlig unrichtig eingetragen sei und sich der Ehemann noch nicht lange in Dillingen aufgehalten habe. Sein Name findet sich nicht im Dillinger Taufregister und vor 1743 gab es in Dillingen keine Familie dieses Namens.
Vitus Felix Rigl übernahm durch die Ehe mit der Witwe von Matthias Wolcker (auch Matthäus Wolcker) auch das Wolckersche Haus in Dillingen und übersiedelte 1764 nach Augsburg. Von 1743 bis 1761 war er vermutlich in Dillingen ansässig. Seine letzte Arbeit datiert von 1779: „Seine Lebensverhältnisse in Dillingen waren, nach dem Steuerbetrag zu schließen, bescheiden; er übernahm auch Fass- und selbst Anstreichaufträge. Vermutlich war er Geselle bei Wolcker gewesen und hat sich in der Folge an den Fresken Chr. Th. Schefflers in Dillingen und Umgebung herangebildet, an deren Stil sich seine Fresken anschließen, ohne sie freilich zu erreichen. Immerhin kam ihm in Dillingen keiner der zeitgenössischen Kunstgenossen gleich“.
Zwischen 1746 und 1755 wurden sechs Kinder in der Stadtpfarrkirche zu Dillingen getauft:
1. „1746 Juli 28 wurde getauft M. Anna, Tochter des „Vitus Felix Rigel“ und der M. Regina. Paten: D. Jos. Meichelbeck und D. M. Juliana Bab. de Emerich. (In der Sterbematrikel wird zum 13. Mai 1759 angeführt ein praenobilis dominus Jos. Ant. Meichelböck, consiliarius camerae. Juliana von Emerich gehörte wohl auch zum fürstbischöflichen Hofstaat in Dillingen).“
2. „1747 Sept. 28 wird getauft M. Victoria Regina, Tochter derselben Eltern. Paten: Die nämlichen.“
3. „1749 Okt. 3 wird getauft M. Anna Regina Theresia, Tochter derselben Eltern. Paten wie oben.“
4. „1751 Aug. 4 wird getauft Dominicus Valentin, Sohn des „Vitus Anton Rigl“ und der Regina. Paten wie oben. Offenbar ist Vitus Anton mit Vitus Felix Rigl identisch.“
5. „1753 Jan. 10 wird getauft Sebastian Felix, Sohn des „Felix Anton Rigl“ und der Regina. Paten wie oben. Felix Anton und Vitus Felix Rigl ist ohne Zweifel dieselbe Persönlichkeit.“
6. „1755 Juni 12 wird getauft Anton Bernhard, Sohn des „Vitus Felix Rigl“ und der Regina Elisabeth. Paten: D. Vidua Maria Anna de Sartori, D. Jos. Ant. Meichlböck.“
Die Taufpaten der Kinder Rigls und seiner Ehefrau Maria Regina waren höhergestellte Persönlichkeiten, woraus auf ein durchaus hohes Ansehen der Familie Rigl/Wolcker in Dillingen geschlossen werden kann. Die Ehefrau Rigls, die Witwe von Matthäus Wolcker, verstarb am 14. Juni 1761. Nach Schröder ist nach dem Tod der Frau über Rigl in Dillingen nichts mehr zu erfahren, und er vermutet, dass Rigl Dillingen verlassen habe.

## Werke (Auswahl)
Weitere Werke sind Thieme-Becke zu entnehmen.
- 1747: Altarbild in der katholischen Filialkirche St. Johannes Baptist in Ebersbach, einem Ortsteil von Kötz
- um 1749: Fresken in der katholischen Kapelle Herrgottsruh in Mickhausen
- 1750: Fresken und wohl auch Gemälde der Emporenbrüstung in der katholischen Pfarrkirche St. Vitus in Mödishofen[7]
- 1750: Neun große Ölgemälde auf Leinwand in der Kapuzinerkirche in Radstadt, die sogenannten römischen Stationen darstellend, davon sieben mit Signatur
- 1750/51: Fresken in der Wallfahrtskirche Zu Unserer Lieben Frau in Bobingen[8]
- 1751/52: Fresken in Chor und Mittelschiff in der ehemaligen Benediktinerkloster– jetzt Pfarrkuratiekirche St. Martin in Mönchsdeggingen[9]
- 1753/54: Deckenfresken in Chor und Langhaus, weiterhin Altarblätter der Seitenaltäre und Auszugsbild des Hochaltars der katholischen Pfarrkirche St. Vitus in Donaualtheim[10]
- 1755: Deckenfresken in der Ebnerkapelle (Margaretenkapelle) der Klosterkirche Maria Medingen in Mödingen[11]
- 1759/60: Zwei Altarblätter des Ignatius-Altars und des Franz-Xaver-Altars in der Studienkirche Mariä Himmelfahrt in Dillingen an der Donau[12]
- 1760: Fresken und Bilder der Emporenbrüstung, Decken- und andere Wandgemälde in der katholischen Pfarrkirche St. Stephan in Ortlfing[13]
- 1761: Hochaltarbild in der katholischen Pfarrkirche St. Martin in Holzheim
- 1764/65: Seitenaltarblätter in der katholischen Stadtpfarrkirche Mariä Himmelfahrt in Landau an der Isar
- 1769: Fresken der Kapelle und Deckenbild im ehemaligen Refektorium von Schloss Mergenthau
- 1779: Fresken in der katholischen Pfarrkirche Heilig Kreuz in Schwabhausen bei Landsberg, einem Ortsteil von Weil

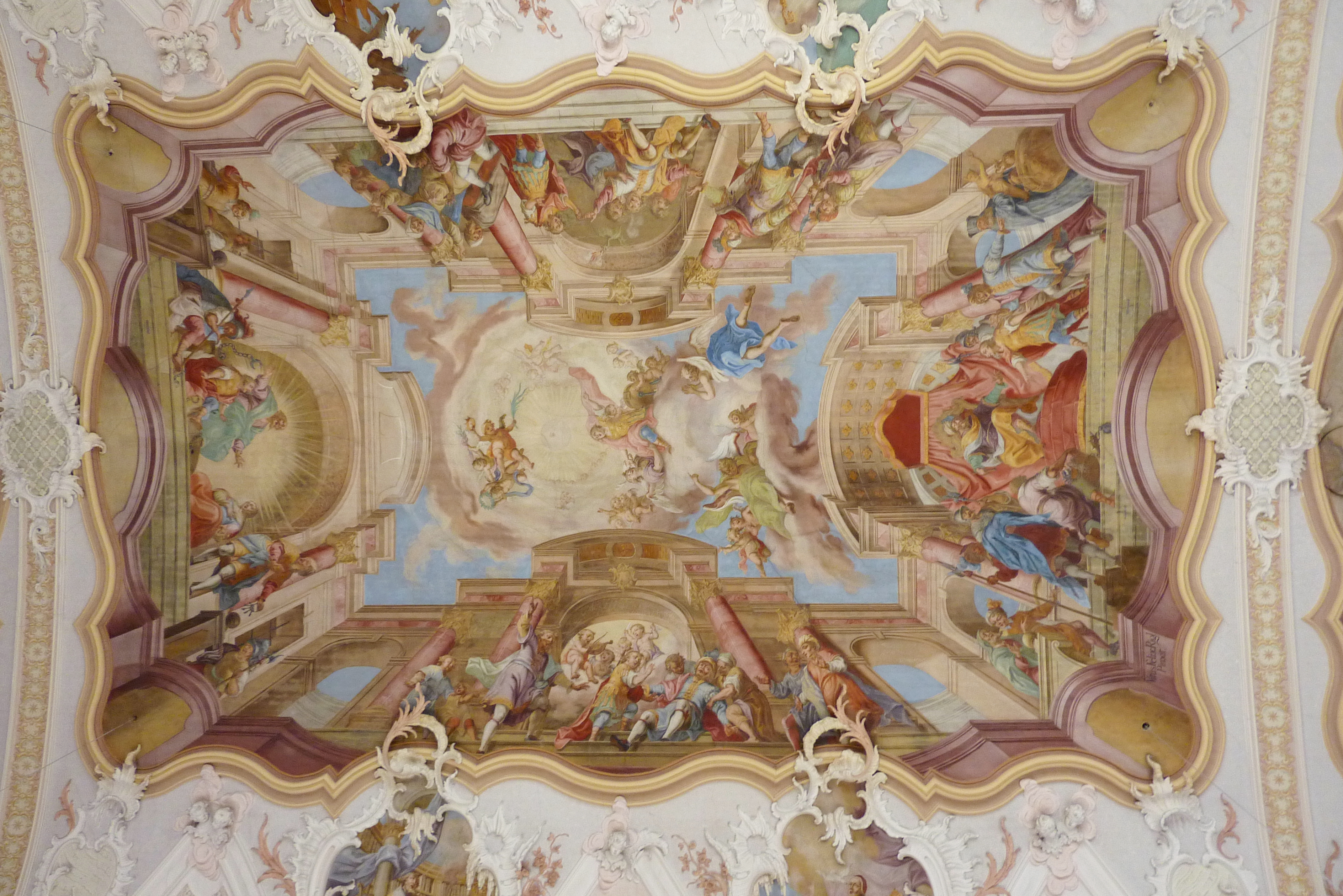
Pfarrkirche St. Vitus in Donaualtheim, Deckenfresko mit Signatur
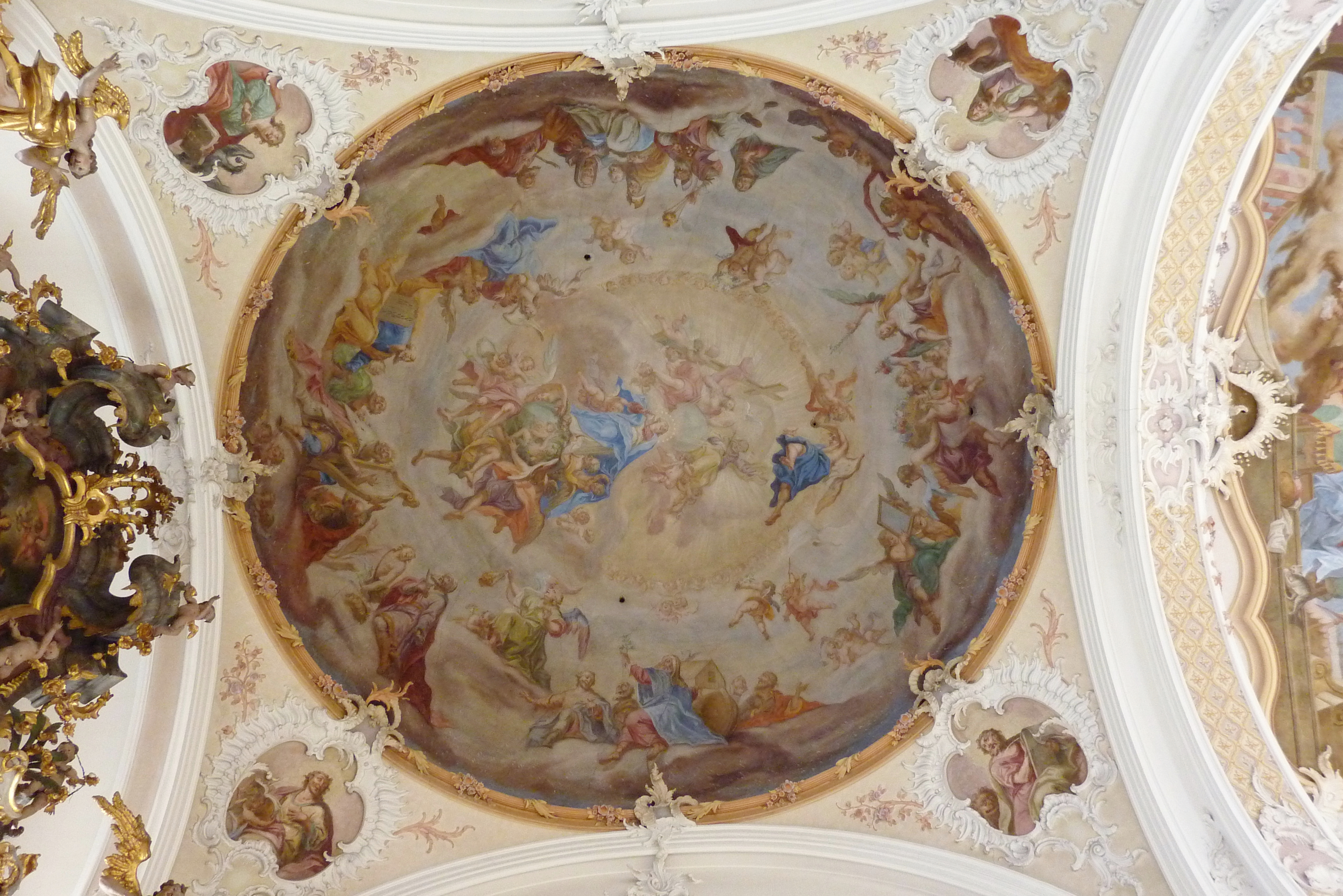
Pfarrkirche St. Vitus in Donaualtheim, Chorfresko
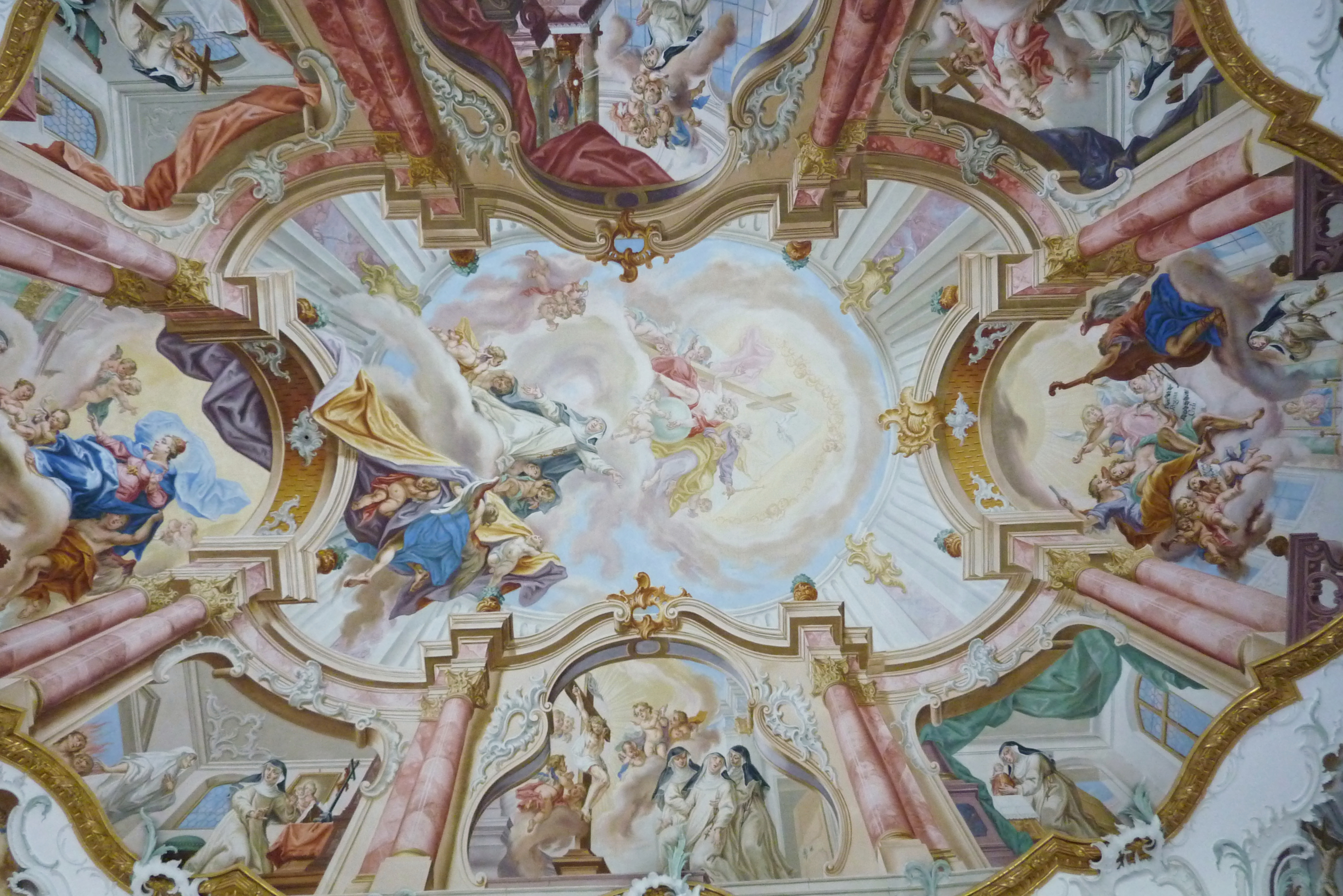
Klosterkirche Maria Medingen in Mödingen, Deckenfresko in der Ebnerkapelle
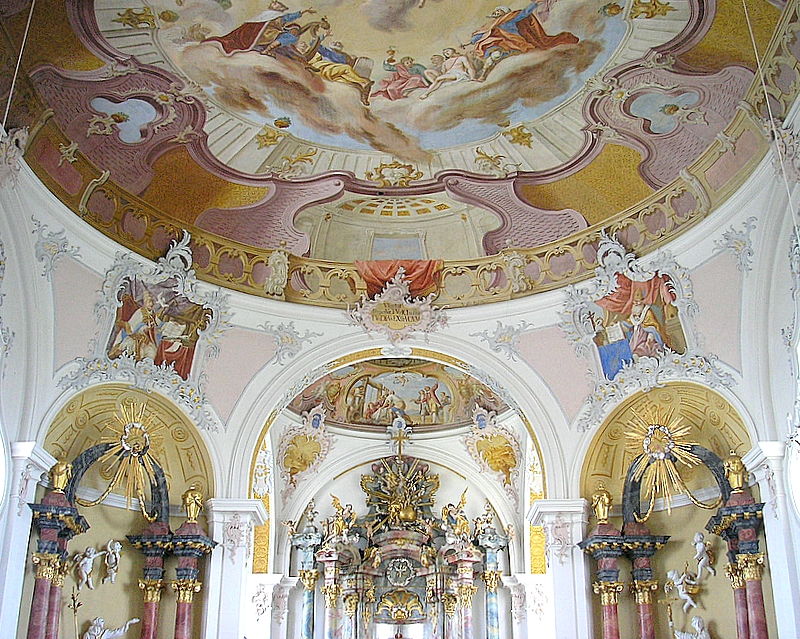
Wallfahrtskirche Zu Unserer Lieben Frau in Bobingen, Deckenfresko